# ケベック独立運動

オレンジ色で示されるケベック州の位置

ケベック独立運動（ケベックどくりつうんどう、フランス語: Mouvement souverainiste du Québec、英語: Quebec sovereignty movement）は、カナダにおけるフランス語圏であるケベック州が英語圏からの分離独立を目指す政治運動であり、イデオロギーである。
カナダでは長い間、多数派である英語系住民に対し、少数派であるフランス語系住民がより強力な自治権を求め続けており、その強力な自治権の最たるものが、ケベックのカナダからの分離独立である。1960年代には分離独立を求める諸派が集まりケベック党を結成、1968年よりカナダ連邦政府に対しケベック州自治強化などの憲政上の交渉や、分離独立を争う住民投票を要望するなどの活動を行なってきた。1967年7月24日にフランス大統領シャルル・ド・ゴールが訪問先のモントリオールで行った「自由ケベック万歳!」発言はケベック独立運動を盛り上げることになった。
1980年には、「主権・連合構想（Souveraineté-Association）」と呼ばれる、カナダ連邦とケベックの「経済的連合」（分離独立を直接の目的としない）のための交渉を行なうかどうかを問う住民投票が実施され、約6割の住民がこれに反対。特に1982年にケベック州政府の意向に反しカナダ新憲法が制定されたことや、フランス語系文化やフランス語の保護が新しいカナダ権利自由章典（Canadian Charter of Rights and Freedoms）で明記されたことで、1980年代を通して一旦「主権・連合構想」は下火になった。
その後、ブライアン・マルルーニー政権下で、1982年憲法にケベック州の批准を取り付けようと二度試みられるが（1987年のミーチ・レーク協定、1992年のシャーロットタウン協定）いずれも失敗したことを受け、1995年、ケベックがカナダから独立するかどうかを問う住民投票（1995年ケベック独立住民投票）を行うも僅差（独立賛成49%、反対51%）で独立は否決された。
ケベック党は分離独立を旗印に掲げてきたが、オプション・ナショナル党（Option nationale）やケベック連帯党（Québec solidaire）など分離独立に賛成を表明している他の諸派もある。ケベック自由党は基本的に州自治の強化には反対だが、歴史的に見て必ずしもいつも反対の立場とは限らない。そのためケベックの政治では分離独立問題について、大きく分かれる。ケベック自治強化はカナダ連邦主義のイデオロギーとは対立の構図となるからである。
ケベック分離独立運動については、交渉や議論等平和的手段による活動がほとんどだが、まれに過激派が暴力に訴えることもあった。1963年から1970年に爆弾・脅迫などを行なったケベック解放戦線によるテロは多くの犠牲者を出し、「オクトーバー・クライシス」と呼ばれる事件を引き起こした。現在ではケベック独立運動の主体はケベック党であり、2012年にはケベック州議会で少数与党となり、独立派であるポリーヌ・マロワ党首は州首相となったが、2014年の総選挙で敗北した。